# Cliff Craft
| Recensione | Giudizio |
| ---------- | -------- |
| AllMusic   | [ 1 ]    |

Cliff Craft è un album discografico di Cliff Jordan, pubblicato dalla casa discografica Blue Note Records nel marzo del 1958.

## Tracce
Lato A
1. Laconia – 7:06 (Clifford Jordan)
2. Soul-Lo Blues – 8:29 (Clifford Jordan)
3. Cliff Craft – 6:30 (Clifford Jordan)

Lato B
1. Confirnation – 7:34 (Charlie Parker)
2. Sophisticated Lady – 6:46 (Mitchell Parish, Irving Mills, Duke Ellington)
3. Anthropology – 7:03 (Charlie Parker, Dizzy Gillespie)

## Musicisti
- Cliff Jordan - sassofono tenore
- Art Farmer - tromba (eccetto nel brano: Sophisticated Lady)
- Sonny Clark - pianoforte
- George Tucker - contrabbasso
- Louis Hayes - batteria